# Club NXT
Club NXT is de jeugdopleiding van Club Brugge, waarvan het onder 23-elftal onder diezelfde naam in de Challenger Pro League uitkomt.

## Geschiedenis
De jeugdopleiding van Club Brugge heette tot 2020 de Club Academy, tot deze in 2020 een rebranding onderging en de naam naar Club NXT werd veranderd.
In het seizoen 2019/20 werden de Belgische voetbalcompetities wegens de coronacrisis stopgezet. Een gevolg was dat er geen clubs uit de Eerste klasse A degradeerden, terwijl Beerschot VA en Oud-Heverlee Leuven wel uit de Eerste klasse B promoveerden. Daarnaast verdween KSC Lokeren vanwege een faillissement, en verloren KSV Roeselare en Excelsior Virton hun proflicentie. Dit tekort aan clubs in de Eerste klasse B werd gecompenseerd door de promotie van vier teams uit Eerste klasse amateurs en, na een beslissing van de Pro League, de toevoeging van de kampioen uit de beloftencompetitie van 2019/20, het onder 23-elftal van Club NXT.  
In augustus 2020 werd overeengekomen tussen Club Brugge en SC Lokeren-Temse dat Club NXT in het seizoen 2020/21 zijn thuiswedstrijden in het Daknamstadion speelt.
Club NXT speelde zijn eerste wedstrijd in het profvoetbal op 22 augustus 2020. In het Edmond Machtensstadion werd met 2-0 verloren van Racing White Daring Molenbeek.
Vanaf het seizoen 2021/22 werkt Club NXT zijn thuiswedstrijden in het Schiervelde in Roeselare af.
In het seizoen 2022/23 mocht het onder 23-elftal als een van de vier belofteteams aantreden in de Challenger Pro League, de nieuwe identiteit van de Eerste klasse B. De andere teams die een belofteteam mochten afvaardigen waren KRC Genk, Standard Luik en RSC Anderlecht. Nadat Rik De Mil werd aangesteld als assistent van Carl Hoefkens bij de A-ploeg, werd Nicky Hayen aangesteld als hoofdtrainer voor het tweede seizoen in 1B. Het zou tevens het eerste seizoen zijn dat NXT een eigen algemeen directeur krijgt, namelijk Guilian Preud'homme. Koen Persoons werd op hetzelfde moment voorgesteld als sportief directeur. Eind november zou hij al opgevolgd worden door Björn De Neve. Club NXT sloot het seizoen af met een 3e plaats. Hiermee waren ze de hoogst geklasseerde beloftenploeg in 1B.

## Resultaten
| Seizoen | Klasse                                                                      | Klasse                                                                      | Klasse                                                                      | Klasse                                                                      | Klasse                                                                      | Klasse                                                                      | Reeks                                                                       | Punten                                                                      | Opmerkingen                                                                 |
|         | 1A                                                                          | 1B                                                                          | 1N                                                                          | 2Af                                                                         | 3Af                                                                         | P.I                                                                         |                                                                             | Vanaf 2016-17 zijn er 3 nationale en 2 regionale niveaus                    | Vanaf 2016-17 zijn er 3 nationale en 2 regionale niveaus                    |
| ------- | --------------------------------------------------------------------------- | --------------------------------------------------------------------------- | --------------------------------------------------------------------------- | --------------------------------------------------------------------------- | --------------------------------------------------------------------------- | --------------------------------------------------------------------------- | --------------------------------------------------------------------------- | --------------------------------------------------------------------------- | --------------------------------------------------------------------------- |
| 2020/21 |                                                                             | 8                                                                           |                                                                             |                                                                             |                                                                             |                                                                             | Eerste klasse B                                                             | 13                                                                          |                                                                             |
| 2021/22 | Geen beloftenploegen actief buiten de Reserve Pro League, waar NXT 3e werd. | Geen beloftenploegen actief buiten de Reserve Pro League, waar NXT 3e werd. | Geen beloftenploegen actief buiten de Reserve Pro League, waar NXT 3e werd. | Geen beloftenploegen actief buiten de Reserve Pro League, waar NXT 3e werd. | Geen beloftenploegen actief buiten de Reserve Pro League, waar NXT 3e werd. | Geen beloftenploegen actief buiten de Reserve Pro League, waar NXT 3e werd. | Geen beloftenploegen actief buiten de Reserve Pro League, waar NXT 3e werd. | Geen beloftenploegen actief buiten de Reserve Pro League, waar NXT 3e werd. | Geen beloftenploegen actief buiten de Reserve Pro League, waar NXT 3e werd. |
| 2022/23 |                                                                             | 3                                                                           |                                                                             |                                                                             |                                                                             |                                                                             | Eerste klasse B                                                             | 49                                                                          | Na de reguliere competitie stond NXT 5e.                                    |
| 2023/24 |                                                                             | 9                                                                           |                                                                             |                                                                             |                                                                             |                                                                             | Eerste klasse B                                                             | 37                                                                          |                                                                             |
| 2024/25 |                                                                             | 6                                                                           |                                                                             |                                                                             |                                                                             |                                                                             | Eerste klasse B                                                             | 47                                                                          |                                                                             |

## Selectie 2023/24
| Nr.         | Naam                        | Nationaliteit    | Geboortedatum | Kwam over van         | Contract tot |      |      |      |      |      |      |      |      |      |      |      |
| Doel        | Doel                        | Doel             | Doel          | Doel                  | Doel         | Doel | Doel | Doel | Doel | Doel | Doel | Doel | Doel | Doel | Doel | Doel |
| ----------- | --------------------------- | ---------------- | ------------- | --------------------- | ------------ | ---- | ---- | ---- | ---- | ---- | ---- | ---- | ---- | ---- | ---- | ---- |
| 1           | Kiany Vroman                | België           | 21-01-2004    | eigen jeugd           | —            |      |      |      |      |      |      |      |      |      |      |      |
| 12          | Henri Maton                 | België           | 12-05-2004    | Paris Saint-Germain   | —            |      |      |      |      |      |      |      |      |      |      |      |
| 20          | Axl De Corte                | België           | 24-03-2006    | eigen jeugd           | —            |      |      |      |      |      |      |      |      |      |      |      |
| Verdediging |                             |                  |               |                       |              |      |      |      |      |      |      |      |      |      |      |      |
| 2           | Denzel De Roeve             | België           | 10-08-2004    | eigen jeugd           | 30 juni 2024 |      |      |      |      |      |      |      |      |      |      |      |
| 3           | Jano Willems                | België           | 15-01-2004    | eigen jeugd           | —            |      |      |      |      |      |      |      |      |      |      |      |
| 5           | Joaquin Seys                | België           | 28-03-2005    | eigen jeugd           | 30 juni 2024 |      |      |      |      |      |      |      |      |      |      |      |
| 17          | Laurens Goemaere            | België           | 07-04-2006    | eigen jeugd           | 30 juni 2024 |      |      |      |      |      |      |      |      |      |      |      |
| 19          | Sem Audoor                  | België           | 13-10-2003    | eigen jeugd           | 30 juni 2024 |      |      |      |      |      |      |      |      |      |      |      |
| 33          | Maik Poeketie               | België           | 04-05-2006    | eigen jeugd           | —            |      |      |      |      |      |      |      |      |      |      |      |
| 38          | Alexander Vandeperre        | België           | 27-10-2006    | eigen jeugd           | —            |      |      |      |      |      |      |      |      |      |      |      |
| Middenveld  |                             |                  |               |                       |              |      |      |      |      |      |      |      |      |      |      |      |
| 6           | Liam De Smet                | België           | 12-04-2004    | eigen jeugd           | —            |      |      |      |      |      |      |      |      |      |      |      |
| 11          | Tobias Lund Jensen          | Denemarken       | 10-02-2006    | Odense BK             | —            |      |      |      |      |      |      |      |      |      |      |      |
| 16          | William Simba               | België           | 25-03-2001    | Royal Excel Moeskroen | 30 juni 2024 |      |      |      |      |      |      |      |      |      |      |      |
| 24          | Bruce Deuwel                | België           | 14-11-2005    | eigen jeugd           | —            |      |      |      |      |      |      |      |      |      |      |      |
| 26          | Mathis Labro                | België           | 25-02-2005    | eigen jeugd           | 30 juni 2004 |      |      |      |      |      |      |      |      |      |      |      |
| 31          | Mahdi Kallon                | Sierra Leone     | 29-11-2006    | eigen jeugd           | —            |      |      |      |      |      |      |      |      |      |      |      |
| 34          | Emilio Vlamynck             | België           | 28-03-2006    | eigen jeugd           | —            |      |      |      |      |      |      |      |      |      |      |      |
| Aanval      |                             |                  |               |                       |              |      |      |      |      |      |      |      |      |      |      |      |
| 10          | Mohamed Salah El Boukammiri | België / Marokko | 27-05-2004    | Union Sint-Gillis     | 30 juni 2025 |      |      |      |      |      |      |      |      |      |      |      |
| 12          | Maxime Wameso               | België           | 16-04-2005    | eigen jeugd           | 30 juni 2026 |      |      |      |      |      |      |      |      |      |      |      |
| 14          | Lenn De Smet                | België           | 12-04-2004    | eigen jeugd           | —            |      |      |      |      |      |      |      |      |      |      |      |
| 18          | Oleksandr Yakymenko         | Oekraïne         | 04-11-2005    | Sjachtar Donetsk      | —            |      |      |      |      |      |      |      |      |      |      |      |
| 21          | Kaye Furo                   | België           | 06-02-2007    | eigen jeugd           | 30 juni 2025 |      |      |      |      |      |      |      |      |      |      |      |
| 24          | Mamady Diawara              | België           | 01-02-2007    | KRC Genk              | —            |      |      |      |      |      |      |      |      |      |      |      |
| 27          | Daniel Pérez                | Venezuela        | 17-01-2002    | Metropolitanos FC     | 30 juni 2026 |      |      |      |      |      |      |      |      |      |      |      |
| 41          | Jessi Da Silva              | België           | 15-04-2008    | eigen jeugd           | —            |      |      |      |      |      |      |      |      |      |      |      |
| 42          | Jesse Bisiwu                | België           | 22-01-2008    | eigen jeugd           | 30 juni 2025 |      |      |      |      |      |      |      |      |      |      |      |

- Laatst bijgewerkt: 5/02/2023

### Technische staf
| Nat.               | Naam          | Functie           | Opmerking           |
| ------------------ | ------------- | ----------------- | ------------------- |
| Vlag van België    | Nicky Hayen   | Hoofdtrainer      |                     |
| Vlag van Nederland | Robin Veldman | Hoofdtrainer      | Sinds 19 maart 2024 |
| Vlag van België    | Mitch Delcour | Assistent trainer |                     |
| Vlag van België    | Hayk Milkon   | Assistent trainer |                     |
| Vlag van België    | Gianny De Vos | Keeperstrainer    |                     |